# Protoevangelio de Santiago

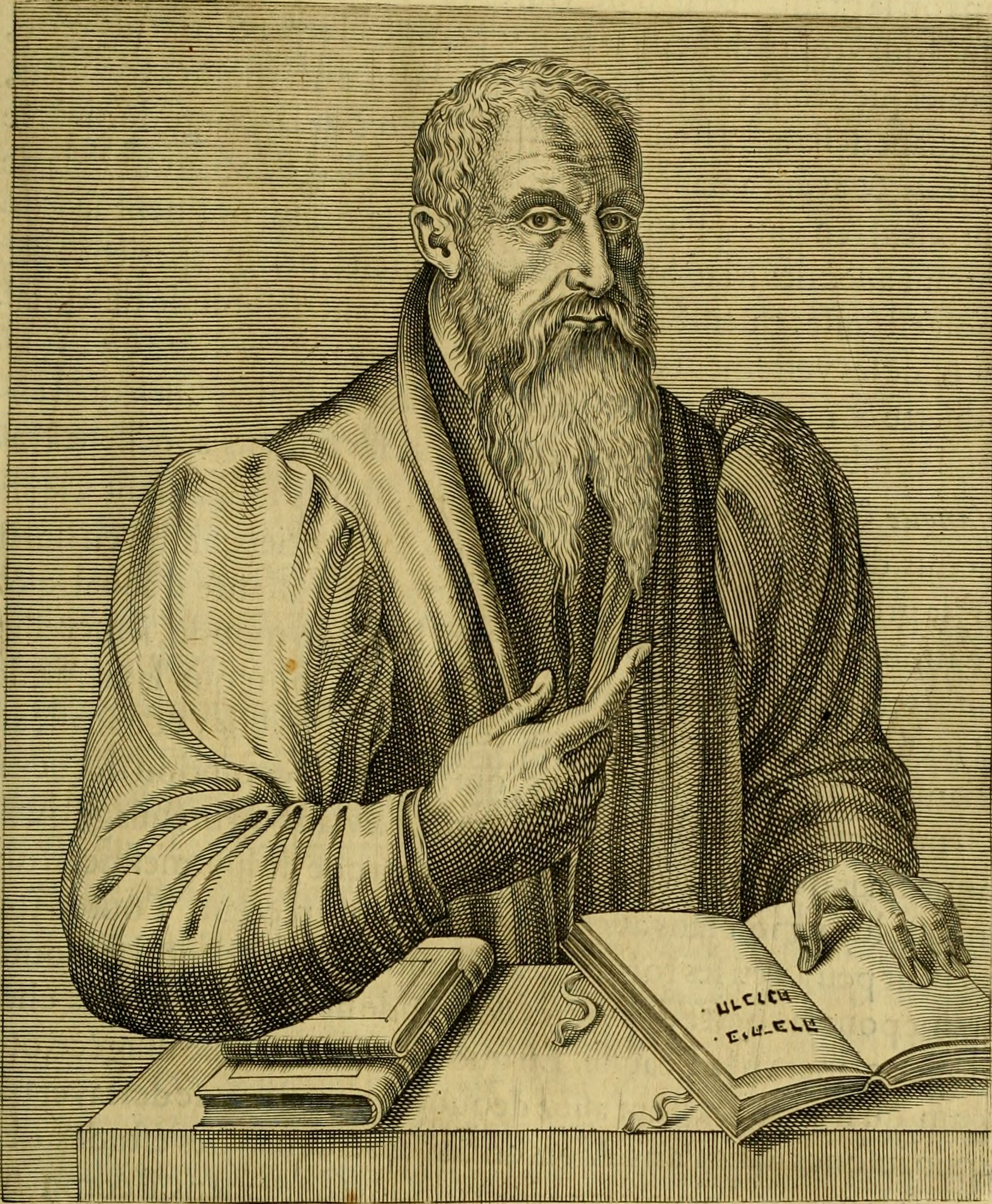
Guillermo Postel, difusor del Protoevangelio de Santiago durante el.

El Protoevangelio de Santiago, también conocido como el Libro de Santiago o el Protoevangelium, es un evangelio apócrifo, escrito probablemente hacia el año 150 y centrado en la infancia de la Virgen María y en el nacimiento de Jesús de Nazaret.
Se conserva en unos 20 manuscritos medievales del siglo XII en adelante.
Aunque nunca fue incluido entre los evangelios canónicos, recoge relatos que han sido admitidos como ortodoxos por algunas iglesias cristianas, tales como la natividad milagrosa de María, la localización del nacimiento de Jesús en una cueva o el martirio de Zacarías, padre de Juan el Bautista.
Mientras que en las iglesias orientales alcanzó gran difusión durante los primeros siglos del cristianismo, su auge en Occidente llegó solo con el cabalista francés Guillaume Postel (1510-1581), quien lo tradujo al latín y lo publicó en 1552.

## Denominación
La denominación más nueva conocida para este evangelio apócrifo es la de Libro de Santiago, utilizada por Clemente de Alejandría y Orígenes.
El término «protoevangelio» fue utilizado por primera vez por Guillaume Postel en 1552 al considerarlo un prólogo del evangelio de Marcos.

## Fecha y autoría
El texto tiene un epílogo en que se declara su autoría: «Y yo, Santiago, que he escrito esta historia [...]». Una antigua tradición afirmaba que dicho autor era Santiago el «hermano» de Jesús, pero esta hipótesis no tiene hoy día ningún crédito.
Los estudiosos actuales creen que el texto fue escrito mucho más tarde, durante el siglo II, por un cristiano procedente del paganismo (ya que desconoce las costumbres judías) y que ignoraba el hebreo, pues usó como fuente la Biblia griega de los Setenta. Es muy probable que utilizara también como fuentes los evangelios de Mateo y Lucas.
La primera mención de este evangelio se encuentra en las obras de Orígenes (muerto hacia el año 254), quien lo aduce para demostrar que los llamados «hermanos de Jesús» eran en realidad hijos de José con su anterior esposa, lo que significa que el texto era ya en el siglo III lo suficientemente antiguo como para que Orígenes lo tuviera por auténtico. Aunque no se han encontrado menciones anteriores, la referencia de Justino Mártir (muerto en 165) al nacimiento de Jesús en una cueva parece revelar que conoció la obra. Por su parte, Clemente de Alejandría (muerto en 215), asegura en uno de sus escritos que la virginidad de María fue constatada por una comadrona, en lo que puede ser una referencia a un episodio narrado en el capítulo XX del protoevangelio.

## Transmisión

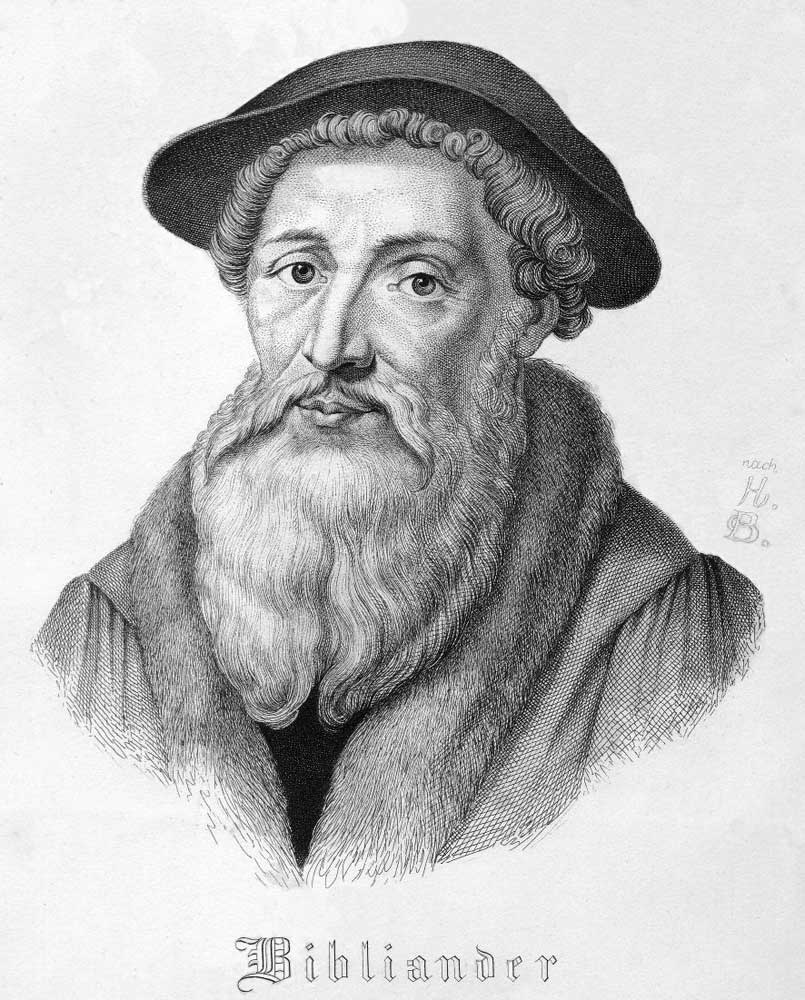
Teodoro Bibliander, colaborador en las impresiones del Protoevangelio durante el.

El texto del Protoevangelio de Santiago ha llegado hasta nuestros días en más de 140 manuscritos diferentes en griego. Esta abundancia de manuscritos implica un gran interés por el texto. Además, existen traducciones al siríaco, etiópico, copto, georgiano, eslavo antiguo, armenio, árabe, irlandés y latín. Igual que ocurre con el resto de los evangelios, incluyendo los canónicos, la mayor parte de los manuscritos son del siglo X o posteriores.
El manuscrito más antiguo de este texto es un papiro de finales del siglo III o comienzos del siglo IV encontrado en 1958, conocido como Papiro Bodmer V porque se conserva en la Biblioteca Bodmeriana de Cologny (en las afueras de Ginebra).
Durante el Renacimiento, este evangelio apócrifo volvió a cobrar importancia gracias al cabalista francés Guillaume Postel (1510-1581), quien lo llevó a Occidente desde Constantinopla. Pese a que el manuscrito original se ha perdido, Postel realizó una traducción al latín que aún se conserva y que fue publicada en Basilea (Suiza) bajo el auspicio del editor Teodoro Bibliander (Theodore Buchmann, 1509-1564). Posteriormente, en 1564 Michael Neander realizó a través del mismo impreso una nueva edición del texto en griego acompañado de la traducción de Postel. Los volúmenes posteriores del Protoevangelio se basaron en estas publicaciones.
A mediados del siglo XIX, el texto actual fue definitivamente fijado por el teólogo alemán Konstantin von Tischendorf (1815-1874), quien utilizó 18 manuscritos diferentes, además de testimonios indirectos.

## Género
El Protoevangelio de Santiago es más una leyenda hagiográfica (biografía de un santo), centrada en María, que un evangelio propiamente dicho. Suele contarse entre los llamados «apócrifos de la Natividad», de los cuales es el más antiguo y el modelo principal. Otros evangelios de la Natividad son el Evangelio del Pseudo Mateo, y el Libro sobre la Natividad de María o Liber de infantia Salvatoris.

## Contenido
El texto consta de dos partes distintas:
1) Vida de María hasta el nacimiento de Jesús. Narra la historia de la concepción milagrosa de María (capítulos I-V). Sus padres, Ana y Joaquín ya eran ancianos cuando Dios les concedió tener descendencia. Después relata la infancia de María (VI-VII), quien es puesta bajo el cuidado del templo desde los tres años de edad. Se casa con José, quien se compromete a protegerla y a respetar su virginidad. De él se afirma que es viudo y tiene varios hijos.
2) Nacimiento de Jesús. Se describe luego el episodio de la Anunciación (con algunas variaciones con respecto al Evangelio de Lucas), la Visitación, las dudas de José y la aparición en sueños del ángel. En los capítulos XV y XVI José es acusado por el escriba Anás de haber violado a María, y tanto José como María deben someterse a una prueba para demostrar su inocencia. A partir del capítulo XVII se narra el nacimiento de Jesús y los episodios de la llegada y adoración de los Magos. Siguen la matanza de los inocentes y el martirio de Zacarías (padre de Juan el Bautista).
La obra se cierra con un epílogo (capítulo XXV), en el que Santiago se presenta como autor e indica que compuso la obra cuando se retiró al desierto para huir de un motín que se produjo en Jerusalén tras la muerte de Herodes.
El protoevangelio tiene una finalidad apologética. Se trata de defender a María de las acusaciones que contra ella hacían tanto judíos como paganos, y que son registradas por Orígenes en Contra Celso: la madre de Jesús habría sido una mujer pobre e ignorante, adúltera y repudiada por su marido, que habría dado a luz a un hijo ilegítimo de un soldado romano. Para rechazar estas acusaciones, el autor del protoevangelio enfatiza la santidad de María y, sobre todo, su virginidad, incluso después del parto. Para ello relata que Salomé ―un personaje que aparece también en el Evangelio de Marcos, citada entre los asistentes a la crucifixión― comprueba empíricamente tras el parto la virginidad de María (capítulo 20). La redacción de este evangelio tiene sin duda relación con los inicios del culto mariano.
Algunos autores encuentran en este evangelio influencias del docetismo.

## Influencia posterior
Del Protoevangelio de Santiago proceden muchas creencias populares acerca de la vida de la Virgen María, empezando por los nombres de sus padres, Joaquín y Ana, o escenas de su vida después ilustradas por el arte cristiano, como su presentación en el templo (capítulo VI). La Natividad de Cristo es también situada con frecuencia en una cueva en las representaciones del arte occidental, siguiendo una tradición que procede del Protoevangelio de Santiago.
La representación de José, el marido de María, como un hombre mucho mayor que ella proviene también de este Protoevangelio y ha sido asumida por prácticamente todos los pintores y escultores cristianos.